# Hey Brother
Hey Brother är en låt publicerad 2013 av den svenske DJ:n och producenten Avicii. 
Låtskrivare är Tim Bergling, Ash Pournouri, Salem Al Fakir, Vincent Pontare, Dan Tyminski och Veronica Maggio.
Dan Tyminski sjunger.